# Casal de Cinza
Casal de Cinza é uma povoação portuguesa sede da Freguesia de Casal de Cinza do Município da Guarda, freguesia com 17,97 km² de área e 483 habitantes (censo de 2021), tendo, por isso, uma densidade populacional de 26,9 hab./km².
Desta freguesia fazem parte os lugares de: 
- Carpinteiro
- Casal de Cinza
- Creado
- Gata
- João Bragal de Baixo
- Pessolta
- Quinta da Senhora da Póvoa
- Torre

## Demografia
A população registada nos censos foi:
| Distribuição da População por Grupos Etários | Distribuição da População por Grupos Etários | Distribuição da População por Grupos Etários | Distribuição da População por Grupos Etários | Distribuição da População por Grupos Etários |
| -------------------------------------------- | -------------------------------------------- | -------------------------------------------- | -------------------------------------------- | -------------------------------------------- |
| Ano                                          | 0-14 Anos                                    | 15-24 Anos                                   | 25-64 Anos                                   | > 65 Anos                                    |
| 2001                                         | 91                                           | 74                                           | 286                                          | 141                                          |
| 2011                                         | 67                                           | 67                                           | 283                                          | 144                                          |
| 2021                                         | 40                                           | 53                                           | 250                                          | 140                                          |

## Património
- Igreja de Casal de Cinza
- Capela de São Lourenço
- Capela de Santo Antão
- Capela da Senhora da Povóa
- Capela de Santo António
- Capela da Senhora do Bom Sucesso
- Capela da Senhora das Fontes
- Capela da Senhora da Piedade